# تريسي ديفيدسون
تريسي ديفيدسون (بالإنجليزية: Tracy Davidson)‏ هي مذيعة أخبار وصحفية أمريكية، ولدت في 10 يونيو 1963.